# 타르투포
타르투포(이탈리아어:Tartufo)는 이탈리아의 아이스크림 후식으로 유래한 곳은 칼라브리아주의 피초이다. 보통 두 개의 맛을 섞고 위에 과일 시럽을 뿌리는데 대개는 라즈베리, 딸기, 체리 맛을 쓴다. 타르투포의 겉부분은 보통 초콜릿이나 코코아로 되어 있는데 시나몬이나 견과류를 뿌린 것으로도 즐긴다.
단어 "Tartufo"는 트뤼프 즉 송로버섯을 의미한다. 먹을 수 있는 균기의 일종으로 해석될 수 있는데 "Bomba"(즉 폭탄)이라 부르기도 한다.
타르투포는 이탈리아에서는 매우 흔하며 고급요리로서도, 상업적으로도 흔히 볼 수 있다.